# جاك شيبارد (لوست)
جاك شيبارد (بالإنجليزية: Jack Shephard)‏ هو أحد شخصيات المسلسل الأمريكي لوست. يلعب دوره الممثل الأمريكي ماثيو فوكس.

## الشخصية
طبيب جرّاح نخاع شوكي. محب للمساعدة، أشبه بالقائد لمجموعة «الضائعون». لديه بعض الصعوبات للسيطرة على نفسه وصعوبة لتقبل الحالات عندما تكون عسيرة، شخصياته تجعله يريد إصلاح الأشياء الصعبة والمستحيلة.

### جاك قبل تحطم الطائرة
جاك هو ابن كريستيان ومارجو شيبارد. ي طفولته، ضُرب لمحاولته مساعدة صديقه. بعد أن تخرج من الجامعة الخاصة بالطب وبتوفق سنة كاملة على زملائه، جاك عمل كجراح نخاع شوكي في مستشفى سابستيان في لوس انجلوس.
و قبل 3 سنوات من تحطم الطائرة، تعرض لحاله مستحيل لامرأة وقع لها حادث اسمها سارة والتي لها مشكلة في العمود الفقري مع صعوبة التحرك وهي التي كانت في طريقها لشراء فستان زفافها.
جاك قال ان إمكانية علاجها تقريبا منعدمة ودون اعتبار نصيحة أبيه بإعطاء امل للمرضى.
بعد العملية، ذهب لملعب كرة قدم في الليل ليقوم بالجري على السلالم. وقد قابل في ذلك الوقت ديزموند وقام معه بحوار لطيف. وبعودته للمستشفى لإيقاض مريضته، جاك لاحظ ان سارة تستطيع تحريك ساقيها وبالتالي نجح في عالجها.
جاك وسارة تزوجا بعد حوالي سنتين لكن زواجهما فشل بسبب إلتزماتهما الصعبة.
و بعدها، جاك جائه مريض مع ابنته ويسمى انجيلو بوسني وابنته غابريّلا بعد سماعهم بالمعجزة التي قام بها جاك وبعلاجه لسارة والإثنين يريدان علاج انجيلو.
جاك قبل للعملية، لكن العملية فشلت وتوفي انجيلو بعد توقف قلبه عن العمل، وبعد خروج جاك من العملية، قابل غابريّلا وقال لها ان كل شيء انتهى ثم قبلها. ثم عاد لزوجته واخبرها بما حدث ثم اعترفت له زوجته بأنها تواعد شخصاً آخر لكنه حاول ثنيها عن الرحيل ووعدها بإصلاح الأمور لكن الأمر انتهى بطلاقهما.
شهرين بعد ذلك، أب جاك أصبح يشرب كثيرا من الكحول وفي عملية قام بها لامرأة وهو سكران قام بقطع شريانها لذلك توفيت، كريستيان أب جاك قال له ان يوقع على الوثائق ان كل ما في الأمر هو ان قلب توقف فوافق جاك بعد إقناعه بصعوبة ثم في التحقيق خلال الاجتماع، غير جاك اقواله واعترف بكل شيء.
بعدها رحل أبوه إلي أستراليا وتشاجرت ام جاك مع جاك وامرته بإعادة والده إلى المنزل ثم بعد ذلك رحل جاك إلى أستراليا لكنه وجد أبوه قد توفي.
جاك نجح في محاولة إعادة جثة أبيه على الرحلة 815 إلى لوس انجلوس، ثم في المطار قابل انا لوسيا، والتي أخذ معها نفس الطائرة وقد حاول بأخذ رأيها، لكنها ذهبت بسرعة في الطائرة جاك اخد الكرسي (23 a) قرب كرسي روز وتحدث معها عندما كان زوجها في الحمام، وعندما اصطدمت الطائرة بالمطب الهوائي، حاول تهدئة روز، لكن الطائرة انقسمت إلى جزئين وسقطت.